# Elephunk
Elephunk je třetí řadové album americké skupiny The Black Eyed Peas, které vyšlo v roce 2003 a zaznamenalo první větší komerční úspěch této formace. Album se usadilo na 14. místě Billboard 200, bylo dvakrát platinové a prodalo se 8,5 milionu kusů.
Od vydání předchozího alba Bridging the Gap nastala v kapele jedna změna, přišla zpěvačka Stacy Ferguson.

## Seznam písní
| United Kingdon bonus tracks | United Kingdon bonus tracks | United Kingdon bonus tracks |
| Pořadí                      | Název                       | Délka                       |
| --------------------------- | --------------------------- | --------------------------- |
| 15.                         | Rock My Shit                | 3:52                        |
| 16.                         | What's Goin Down            | 2:41                        |

| German bonus track | German bonus track | German bonus track |
| Pořadí             | Název              | Délka              |
| ------------------ | ------------------ | ------------------ |
| 15.                | The Elephunk Theme | 5:05               |

## Umístění ve světě
| Hitparáda      | Umístění |
| -------------- | -------- |
| USA            | 14       |
| Velká Británie | 3        |
| Austrálie      | 1        |

| Prodejnost | Počet     |
| ---------- | --------- |
| Celkem     | 8,000,000 |

## Nominace a ocenění
| Rok  | Ocenění       | Kategorie                                        | Výsledek  |
| ---- | ------------- | ------------------------------------------------ | --------- |
| 2004 | Grammy Awards | Nejlepší spolupráce (Where Is the Love?)         | nominace  |
| 2004 | Grammy Awards | Nahrávka roku (Where Is the Love?)               | nominace  |
| 2005 | Grammy Awards | Nejlepší rapová píseň (Let's Get It Started)     | nominace  |
| 2005 | Grammy Awards | Nahrávka roku (Let's Get It Started              | nominace  |
| 2005 | Grammy Awards | Nejlepší rapové vystoupení (Let's Get It Started | vítězství |